# Politiezone Heusden-Zolder
De Politiezone Heusden-Zolder (zonenummer 5375) is een Belgische politiezone bestaande uit de gemeente Heusden-Zolder. De politiezone behoort tot het gerechtelijk arrondissement Limburg.
De zone wordt geleid door korpschef Kris Janssen.
Het commissariaat van de politiezone is gelegen aan de Rectorstraat 2.